# Jacques Mistral
Pour les articles homonymes, voir Mistral.
Jacques Mistral, né le 22 septembre 1947, est un économiste français, et professeur des universités. Il est membre du Conseil d'analyse économique (CAE), membre du Cercle des économistes, et, depuis octobre 2009, membre du conseil scientifique et d'évaluation du think tank de centre-droit et d'orientation libérale Fondation pour l'innovation politique.

## Biographie

### Formation
Jacques Mistral est un ancien élève de l'École polytechnique (promotion 1967), docteur en sciences économiques (1977) et agrégé des facultés de droit et sciences économiques (1977).

### Fonctions antérieures
Jacques Mistral accumula plusieurs fonctions de professeur : il exerça tout d'abord comme professeur à l’Université Paris-Nord de 1978 à 1992, tout en devenant directeur-adjoint de l’École nationale de la statistique et de l'administration économique (ENSAE) de 1981 à 1988 puis professeur à l’Institut d’études politiques de Paris de 1982 à 1995, maître de conférence à l’École polytechnique de 1983 à 1993.
Lui sont confiés, d'autre part, des postes de conseiller économique auprès des ministres. Ainsi il devient conseiller économique du Premier ministre, Michel Rocard de 1988 à 1991 puis conseiller spécial (politiques économiques et relations internationales) du ministre de l’Économie, des Finances et de l’Industrie, Laurent Fabius de 2000 à 2001.
Entre-temps il exerça en entreprise, comme directeur central du Groupe AXA, notamment directeur opérationnel pour la zone Asie-Pacifique, directeur des ressources humaines (France), directeur plan-budget-résultats AXAFrance de 1992 à 2000.

### Fonctions actuelles
Jacques Mistral est membre du Conseil d'analyse économique (CAE) depuis 2006, ce qu'il a également été entre 2000 et 2002. Il est membre du Conseil économique de la Défense, du Conseil du CEPII, du Cercle des économistes et chroniqueur à Radio Classique.
Il est administrateur de BNP Paribas Assurance.
Il a exercé plusieurs fonctions en Amérique du Nord, dont celle de Conseiller financier à l'ambassade de France à Washington (depuis 2001), et de senior fellow à la John F. Kennedy School of Government de l'université Harvard, après 2005.
Il intervient régulièrement dans les pages du journal Le Monde, ainsi que dans l’émission C dans l’air et sur France Culture.

## Prises de position
Lors de l'élection présidentielle française de 2012, il signe l'appel des économistes en soutien du candidat François Hollande en raison de « la pertinence des options [proposées], en particulier pour ce qui concerne la reprise de la croissance et de l'emploi ».

## Distinction
- Chevalier de l'ordre national de la Légion d'honneur (depuis le 14 juillet 2015[6])

## Ouvrages
- Les normes comptables et le monde post-Enron, rapport du CAE, 2003
- La Raison du plus fort. Les paradoxes de l’économie américaine, en codirection avec Jean-Marie Chevalier, éd. Robert Laffont, 2004
- Economic vertigo – Choses vues en Amérique à l'usage de la France, éd. Perrin, février 2008
- La Troisième révolution américaine, éd. Perrin 2008, Prix du livre d'économie
- (avec Christian Chavagneux) Peut-on réguler la finance mondiale ? in L'État pyromane, Paris, éditions Delavilla, 2010  (ISBN 978-2-917986-03-5)
- Guerre et paix entre les monnaies, Paris, éd. Fayard, 2014
- La science de la richesse : Essai sur la construction de la pensée économique, Paris, éditions Gallimard, 2019.
- Économie et politique en France. De la Gaule romaine à 1789, éditions Gallimard, Bibliothèque des sciences humaines, nrf,  2023  (ISBN 978 2 07 294826 8)